# Tapirus veroensis
Tapirus veroensis, comúnmente llamado tapir de Vero, es una especie de tapir extinta que vivió en Estados Unidos en las áreas actuales de Florida, Georgia, Kansas, Misuri y Tennessee. Se cree que Tapirus veronensis se extinguió hace unos 11 000 años.

## Historia
El primer cráneo completo con dentición completa del fósil de T. veroensis fue encontrado en Vero Beach, Florida, en 1915 y nombrado en 1918 por el geólogo del estado de Florida EH Sellards. Joseph Leidy había descrito especímenes fragmentarios ya en 1852.

## Características físicas
Los fósiles de Tapirus veroensis encontrados en el norte de Alabama junto con fósiles de caribú y pecarí, implica que T. veroensis era capaz de vivir en un clima templado con temperaturas bajo cero. T. veronensis era más similar al tapir de montaña existente en la actualidad. Al igual que con todas las especies de tapires, T. veroensis tenía una trompa que utilizada para alimentarse, agarrando ramas para comer follaje. Eran herbívoros, viviendo con una dieta de vegetación forestal. Probablemente pesaron más de 600 libras (270 kilogramos) y habrían sido capaces de defenderse de los grandes depredadores. 

## Taxonomía
Existen múltiples evidencias que demuestran que la mayoría, si no todas, las 5 especies de tapires del Pleistoceno que se encontraron en América del Norte (T. californicus, T. haysii [T. copei], T. lundeliusi, T. merriami, T. veroensis) puede haber pertenecido a la misma especie. T. californicus fue considerado como una subespecie de T. haysii por Clinton Hart Merriam, T. californicus y T. veroensis son casi imposibles de distinguir morfológicamente y ocupan el mismo marco de tiempo, estando separados solo por la ubicación, y T . haysii, T. veroensis y T. lundeliusi ya se consideran tan estrechamente relacionados que ocupan el mismo subgénero (Helicotapirus). Además, pocos detalles distinguen a T. haysii y T. veroensis, excepto el tamaño, la fecha y el desgaste de los dientes; y los tamaños intermedios se superponen en gran medida con muchos especímenes originalmente asignados a una especie, y luego cambiaron a otra. 